# The Mermen
The Mermen é uma banda de rock americana de São Francisco, Califórnia.
Formada em 1989, possui músicas instrumentais, inspiradas no estilo surf music e também no psicodelismo da década de 1960.

## Formação
A banda é composta por: Jim Thomas - guitarrista e compõe músicas de visão melódica moderna, Allen Whitman - baixista e Martyn Jones - baterista. Integrantes adicionais: Jennifer Burnes. Colaboradores: The Shitones.

## Discografia
- Krill Slippin' (1989)
- Food for Other Fish (1994)
- Live at the Haunted House (1995)
- A Glorious Lethal Euphoria (1995)
- Songs of the Cows (1996)
- Only You (1997)
- Sunken Treasure (1999)
- The Amazing California Health and Happiness Road Show (2000)